# 2012 في الصين
فيما يلي قوائم الأحداث التي وقعت خلال عام 2012 في الصين.

## سياسة

### تعيين في المنصب
- 15 نوفمبر – شي جين بينغ رئيس اللجنة العسكرية المركزية حزب الشعب الصيني  [لغات أخرى]‏، الأمين العام للحزب الشيوعي الصيني.

### انتهاء فترة المنصب
- 15 نوفمبر – تشو يونغ كانغ عضو المكتب السياسي للحزب الشيوعي الصيني.
- 15 نوفمبر – هو جينتاو رئيس اللجنة العسكرية المركزية حزب الشعب الصيني  [لغات أخرى]‏، الأمين العام للحزب الشيوعي الصيني، عضو المكتب السياسي للحزب الشيوعي الصيني.
- 15 نوفمبر – ون جيا باو عضو المكتب السياسي للحزب الشيوعي الصيني.

## أفلام
من الأفلام التي صدرت هذه السنة في الصين:
- 12 ديسمبر – سي زد 12 من إخراج جاكي شان.

## وفيات

### أبريل
- 6 أبريل – فانغ لي تشي (مواليد 1936)

### نوفمبر
- 13 نوفمبر – ياو ديفين (مواليد 1972)